# Феранте (Козенца)
Феранте је насеље у Италији у округу Козенца, региону Калабрија.
Према процени из 2011. у насељу је живело 269 становника. Насеље се налази на надморској висини од 955 м.